# Tom Dillmann

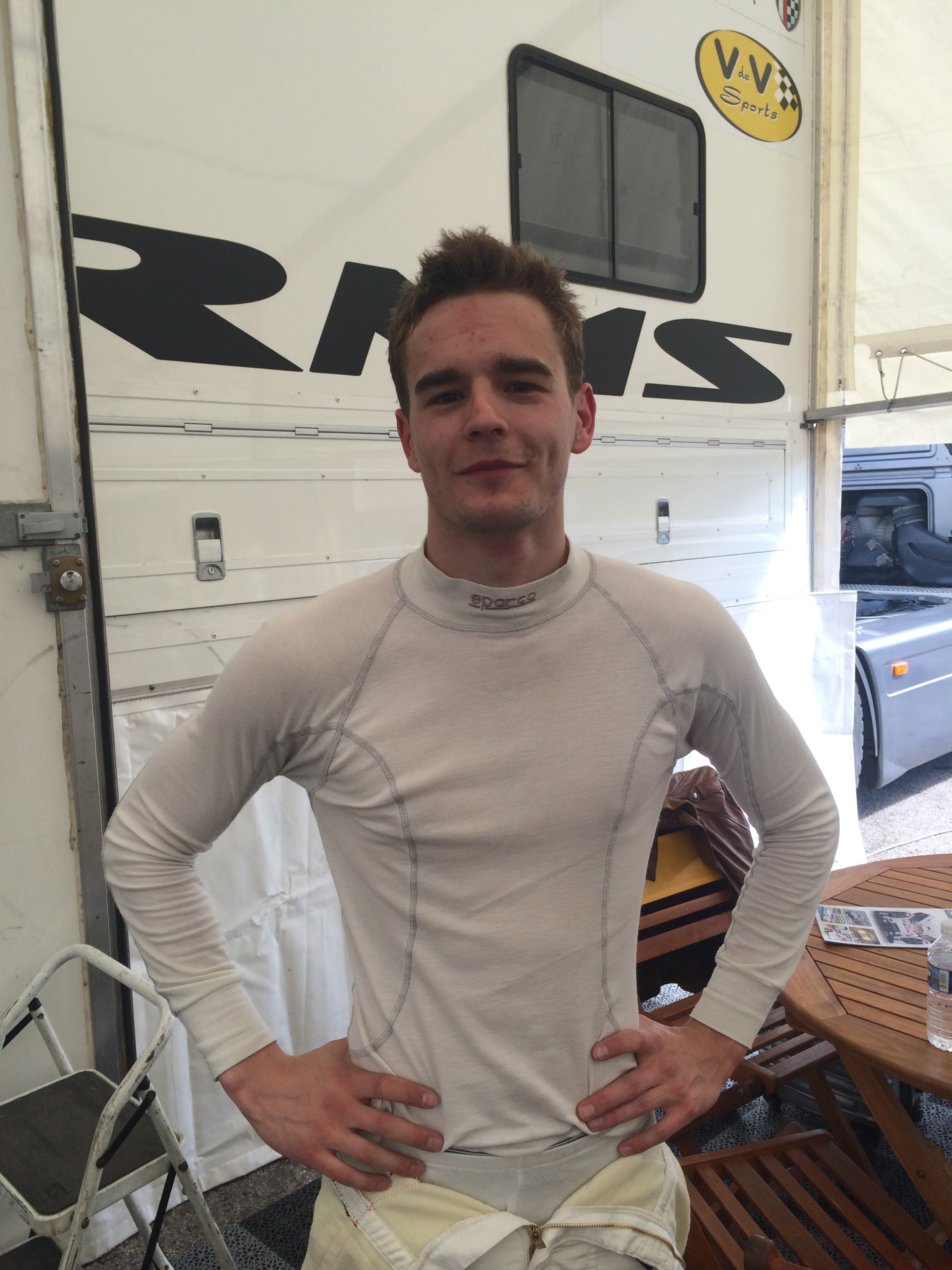
Tom Dillmann 2014

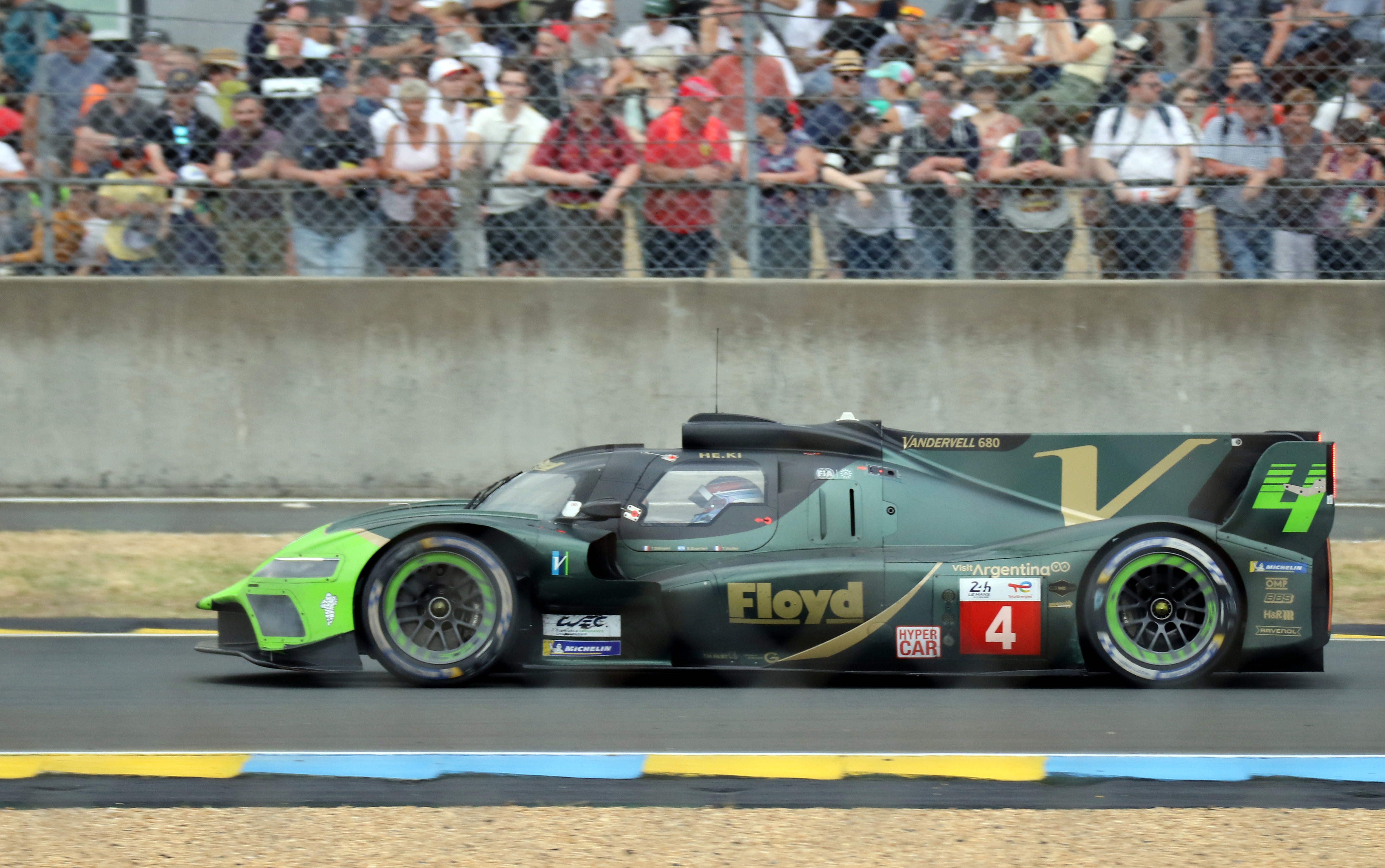
Der von Tom Dillmann beim 24-Stunden-Rennen von Le Mans 2023 gefahrene Vanwall Vandervell 680

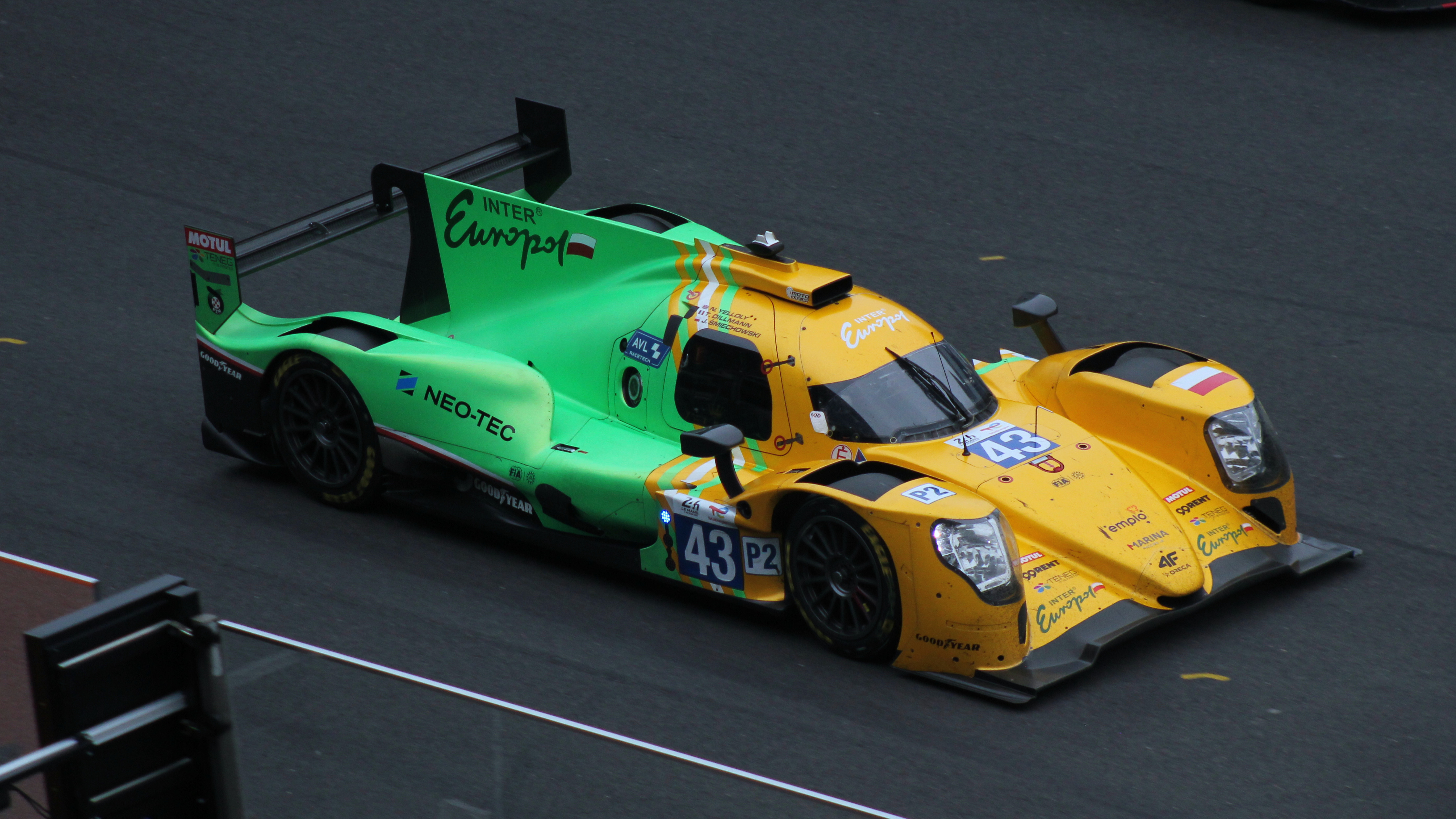
Oreca 07 von Inter Europol Competition; LMP2-Klassensieg beim 24-Stunden-Rennen von Le Mans 2025

Tom Aston Dillmann (* 6. April 1989 in Mülhausen) ist ein französischer Automobilrennfahrer. Er startete von 2012 bis 2014 in der GP2-Serie. Er gewann 2016 die Formel V8 3.5.

## Karriere
Dillmann begann seine Karriere im Motorsport 1992 im Alter von drei Jahren im Kartsport, den er bis 2002 ausübte. 2004 wechselte Dillmann in den Formelsport und startete in verschiedenen Formel-Renault-Meisterschaften. Am erfolgreichsten war er in der belgischen Formel Renault 1.6, in der er mit einem Sieg den fünften Gesamtrang belegte. 2005 nahm Dillmann an einigen Rennen in der französischen Formel Renault und im Formel Renault 2.0 Eurocup teil, erzielte allerdings keine Punkte. 2006 blieb Dillmann in beiden Serien und verbesserte sich in der französischen Formel Renault auf den zehnten und im Formel Renault 2.0 Eurocup auf den achten Gesamtrang.
2007 wechselte Dillmann in die Formel-3-Euroserie zum Spitzenteam ASM Formule 3. Mit einem zweiten Platz als bestes Resultat belegte er am Saisonende den neunten Gesamtrang. Im Winter 07/08 bestritt er zwei Rookietrainings in der A1GP-Serie, allerdings für das Team der Schweiz und nicht das der Franzosen. 2008 blieb Dillmann anfangs in der Euroserie und ging für SG Formula an den Start, verließ das Team aber nach drei Rennwochenenden, nachdem sich Red Bull als sein Hauptsponsor zurückgezogen hatte. Im weiteren Saisonverlauf kehrte Dillmann für das Ein-Fahrer-Team Jo Zeller Racing startend für ein Rennwochenende zurück und erzielte einen dritten Platz. Darüber hinaus startete er bei den letzten drei Saisonrennen der italienischen Formel-3-Meisterschaft, in der er schließlich den siebten Gesamtrang belegte. Auch 2009 fand Dillmann kein Cockpit für eine ganze Saison und so startete er bei acht Rennen in der Formel-3-Euroserie-Saison 2009. Erfolgreicher lief es für Dillmann im deutschen Formel-3-Cup, in dem er drei von sechs Rennen, in denen er an den Start gegangen war, gewann und am Saisonende den sechsten Gesamtrang belegte. 2010 blieb Dillmann im deutschen Formel-3-Cup. Mit insgesamt sechs Siegen gewann er den Meistertitel vor Daniel Abt. Außerdem nahm er an einem Rennwochenende der italienischen Formel 3 teil und beendete ein Rennen auf dem zweiten Platz.
2011 ging Dillmann zunächst für Carlin in der GP3-Serie an den Start. Bereits nach dem ersten Rennwochenende, bei dem Dillmann einen dritten Platz erzielte, wurde er durch Daniel Morad ersetzt. Zum dritten Rennwochenende kehrte er für das Addax Team startend in die GP3-Serie zurück und löste Dominic Storey ab. Er beendete die Saison auf dem 14. Gesamtrang. Darüber hinaus trat Dillmann 2011 zu einigen Formel-3-Rennen an. Zweimal nahm er als Gaststarter an einem Formel-3-Euroserie-Wochenende teil und erzielte dabei einen dritten Platz als bestes Ergebnis. Darüber hinaus trat er zum Grand Prix de Pau und einem Rennwochenende der deutschen Formel 3 an. Zum Ende des Jahres nahm er für iSport International am GP2 Final 2011 teil und beendete es auf dem sechsten Rang. 2012 startete Dillmann für Rapax in der GP2-Serie. Beim dritten Rennwochenende in as-Sachir gewann er das Sprintrennen. Es war sein erster GP2-Sieg. Nach dem fünften Rennwochenende verlor er sein Cockpit aufgrund von Budget-Problemen. Für ein Rennwochenende übernahm er das Auto seines Teamkollegens Ricardo Teixeira, für ein weiteres Rennwochenende kehrte er in sein ursprüngliches Fahrzeug zurück. Dillmann wurde nach Punkten bester Pilot seines Teams und belegte den 15. Gesamtrang. Dillmann erklärte nach seinem Cockpitverlust, dass in der GP2-Serie unglücklicherweise Piloten ohne Talent aber mit Budget fahren würden.
2013 erhielt Dillmann ein GP2-Cockpit bei Motopark Academy, die das neugegründete Projekt Russian Time betreuten. Bei den Hauptrennen in Silverstone und Monza wurde er Dritter. Bei der letzten Veranstaltung auf dem Yas Marina Circuit zog sich Dillmann bei einer Kollision eine Nackenverletzung zu, sodass er im letzten Saisonrennen nicht mehr zum Einsatz kam. Dillmann schloss die Saison mit 92 Punkten auf dem zehnten Gesamtrang ab und unterlag damit intern Sam Bird, der mit 181 Punkten den zweiten Platz erreicht hatte. Die beiden gewannen zusammen mit Russian Time die Teamwertung der GP2-Serie. Für die GP2-Serie 2014 besaß Dillmann einen Vertrag mit Motopark Academy. Da dieser Rennstall jedoch die Betreuung des Projekts Russian Time verlor, kam dieses Engagement nicht zustande. Als Vertretung für den verletzten André Negrão nahm er an einem Rennwochenende für Arden International teil. Dabei erreichte er mit einem dritten Platz eine Podest-Platzierung. Im weiteren Saisonverlauf kam er für Caterham Racing bei drei Veranstaltungen zum Einsatz. Am Saisonende lag er auf dem 19. Platz im Gesamtklassement. Darüber hinaus war Dillmann 2014 in Porsche-Markenpokalen aktiv. Mit drei Siegen wurde er Dritter des französischen Porsche Carrera Cups. Im deutschen Porsche Carrera Cup nahm er an drei Rennen teil und er absolvierte zudem einen Gaststart im Porsche Supercup.
2015 erhielt Dillmann wieder ein Vollzeitcockpit im Formelsport. Er trat für Carlin in der Formel Renault 3.5 an. Mit zwei dritten Plätzen als beste Ergebnisse beendete er die Saison auf dem siebten Platz. Teamintern setzte er sich mit 122 zu 7 Punkten gegen Sean Gelael durch. Darüber hinaus debütierte Dillmann 2015 in der FIA-Langstrecken-Weltmeisterschaft (WEC) und nahm für Signatech Alpine an zwei Rennen teil. Dabei erzielte er auf Anhieb mit seinen Teamkollegen Paul-Loup Chatin und Nelson Panciatici den LMP2-Klassensieg. Ferner bestritt Dillmann für das Bentley Team HTP einzelne GT-Rennen in der Blancpain Sprint Series und der ADAC GT Masters. 2016 wurde die Formel Renault 3.5 in Formel V8 3.5 umbenannt und Dillmann wechselte innerhalb der Meisterschaft zu AVF. Er fungierte dort neben seiner Tätigkeit als Stammfahrer auch als Mentor für seinen Teamkollegen Alfonso Celis jr. Bei den ersten sechs Rennwochenenden kam er stets in die Top-6, gewann ein Rennen auf dem Hungaroring und führte schließlich die Meisterschaft an. An den nächsten beiden Rennwochenenden waren zwei achte Plätze seine besten Ergebnisse, sodass er die Gesamtführung an Louis Delétraz verlor. Beim letzten Rennwochenende in Barcelona wurde Dillmann Dritter im ersten Rennen und schließlich gewann er das letzte Saisonrennen. Damit entschied er die Meisterschaft mit 237 zu 230 Punkten vor Delétraz für sich. Sein Teamkollege Celis wurde mit 55 Punkten Elfter.
2016/17 wurde Dillmann Ersatzfahrer für Venturi in der FIA-Formel-E-Meisterschaft. Er ersetzte beim Paris ePrix den verhinderten Maro Engel und bestritt die zweite Saisonhälfte als Ersatz für Stéphane Sarrazin, der zu Techeetah gewechselt war. Am Saisonende belegte er mit zwölf Punkten den 19. Platz in der Gesamtwertung.
2017/18 blieb Dillmann Ersatzpilot bei Venturi und kam als Ersatz für Edoardo Mortara in Berlin und New York City zum Einsatz, wo er im ersten Rennen den vierten Platz belegte. Er schloss die Saison erneut mit zwölf Punkten auf dem 18. Platz der Fahrerwertung ab.
Für die FIA-Formel-E-Meisterschaft 2018/19 erhielt Dillmann ein Cockpit beim NIO Formula E Team, er blieb jedoch ohne Punkte. Am Saisonende belegte den 23. Platz in der Fahrerwertung.

## Statistik

### Karrierestationen
| - 1992–2002: Kartsport - 2004: Belgische Formel Renault 1.6 (Platz 5) - 2004: Formel Renault Monza (Platz 14) - 2005: Formel Renault 2.0 Eurocup - 2005: Französische Formel Renault - 2006: Formel Renault 2.0 Eurocup (Platz 8) - 2006: Französische Formel Renault (Platz 10) - 2007: Formel-3-Euroserie (Platz 9) - 2008: Italienische Formel 3 (Platz 7) - 2008: Formel-3-Euroserie (Platz 18) | - 2009: Deutsche Formel 3 (Platz 6) - 2009: Formel-3-Euroserie (Platz 30) - 2010: Deutsche Formel 3 (Meister) - 2010: Italienische Formel 3 (Platz 13) - 2011: GP3-Serie (Platz 14) - 2011: Deutsche Formel 3 - 2012: GP2-Serie (Platz 15) - 2013: GP2-Serie (Platz 10) - 2014: GP2-Serie (Platz 19) - 2014: Französischer Porsche Carrera Cup (Platz 3) | - 2014: Deutscher Porsche Carrera Cup (Platz 34) - 2015: Formel Renault 3.5 (Platz 7) - 2015: WEC (Platz 23) - 2015: Blancpain Sprint Series (Platz 21) - 2015: ADAC GT Masters (Platz 30) - 2016: Formel V8 3.5 (Meister) - 2017: Formel E (Platz 19) - 2017: Blancpain GT Series Sprint Cup - 2017: Blancpain GT Series Endurance Cup - 2018: Formel E (Platz 18) |

### Einzelergebnisse in der GP2-Serie
| Jahr | Team                | 1   | 2   | 3   | 4   | 5   | 6   | 7   | 8   | 9   | 10  | 11  | 12  | 13  | 14  | 15  | 16  | 17  | 18  | 19  | 20  | 21  | 22  | 23  | 24  | Punkte | Rang |
| ---- | ------------------- | --- | --- | --- | --- | --- | --- | --- | --- | --- | --- | --- | --- | --- | --- | --- | --- | --- | --- | --- | --- | --- | --- | --- | --- | ------ | ---- |
| 2012 | Rapax               | MAS | MAS | BRN | BRN | BRN | BRN | ESP | ESP | MON | MON | ESP | ESP | GBR | GBR | GER | GER | HUN | HUN | BEL | BEL | ITA | ITA | SIN | SIN | 29     | 15.  |
| 2012 | Rapax               | 18  | 11  | 6   | 10  | 8   | 1   | 22  | 12  | 11  | DNF | DNF | 12  |     |     | 9   | DNF |     |     |     |     |     |     |     |     | 29     | 15.  |
| 2013 | Russian Time        | MAS | MAS | BRN | BRN | ESP | ESP | MON | MON | GBR | GBR | GER | GER | HUN | HUN | BEL | BEL | ITA | ITA | SIN | SIN | UAE | UAE |     |     | 92     | 10.  |
| 2013 | Russian Time        | 14  | 11  | 8   | 4   | 5   | 26  | 11  | 25  | 3   | 6   | 8   | DNF | 20  | 11  | 5   | 9   | 3   | 5   | 6   | 14  | DNF | DNS |     |     | 92     | 10.  |
| 2014 | Arden International | BRN | BRN | ESP | ESP | MON | MON | AUT | AUT | GBR | GBR | GER | GER | HUN | HUN | BEL | BEL | ITA | ITA | RUS | RUS | UAE | UAE |     |     | 18     | 19.  |
| 2014 | Arden International |     |     | 8   | 3   |     |     |     |     |     |     |     |     |     |     |     |     |     |     |     |     |     |     |     |     | 18     | 19.  |
| 2014 | EQ8 Caterham Racing |     |     | 12  | 9   | 9   | 19* | 12  | 9   |     |     |     |     |     |     |     |     |     |     |     |     |     |     |     |     | 18     | 19.  |

### Einzelergebnisse in der Formel Renault 3.5 / Formel V8 3.5
| Jahr | Team                     | 1   | 2   | 3   | 4   | 5   | 6   | 7   | 8   | 9   | 10  | 11  | 12  | 13  | 14  | 15  | 16  | 17  | 18  | Punkte | Rang |
| ---- | ------------------------ | --- | --- | --- | --- | --- | --- | --- | --- | --- | --- | --- | --- | --- | --- | --- | --- | --- | --- | ------ | ---- |
| 2015 | Jagonya Ayam with Carlin | ALC | ALC | MON | SPA | SPA | HUN | HUN | SPI | SPI | SIL | SIL | NÜR | NÜR | LMS | LMS | JRZ | JRZ |     | 122    | 7.   |
| 2015 | Jagonya Ayam with Carlin | 9   | 5   | 3   | 6   | 16  | 5   | 5   | 5   | 8   | 5   | DNF | 5   | 14  | 3   | 5   | DNF | 6   |     | 122    | 7.   |
| 2016 | AVF                      | ALC | ALC | HUN | HUN | SPA | SPA | LEC | LEC | SIL | SIL | SPI | SPI | MNZ | MNZ | JER | JER | CAT | CAT | 237    | 1.   |
| 2016 | AVF                      | 3   | 2   | 2   | 1   | 2   | 2   | 4   | 6   | 4   | 4   | 3   | 2   | 12  | 8   | DNF | 8   | 3   | 1   | 237    | 1.   |

### Einzelergebnisse in der FIA-Formel-E-Meisterschaft
| Jahr    | Team                   | 1   | 2   | 3   | 4   | 5   | 6   | 7   | 8   | 9   | 10  | 11  | 12  | 13  | 14 | 15 | 16 | Punkte | Rang |
| ------- | ---------------------- | --- | --- | --- | --- | --- | --- | --- | --- | --- | --- | --- | --- | --- | -- | -- | -- | ------ | ---- |
| 2016/17 | Venturi Formula E Team | HKG | MAR | BUE | MEX | MON | PAR | BER | BER | NYC | NYC | MTR | MTR |     |    |    |    | 12     | 19.  |
| 2016/17 | Venturi Formula E Team |     |     |     |     |     | 8   | 18  | 15  | 13  | 7   | 10  | 10  |     |    |    |    | 12     | 19.  |
| 2017/18 | Venturi Formula E Team | HKG | HKG | MAR | SAN | MEX | PUN | ROM | PAR | BER | ZÜR | NYC | NYC |     |    |    |    | 12     | 18.  |
| 2017/18 | Venturi Formula E Team |     |     |     |     |     |     |     |     | 13  |     | 4   | DNF |     |    |    |    | 12     | 18.  |
| 2018/19 | NIO Formula E Team     | DIR | MAR | SAN | MEX | HKG | SAY | ROM | PAR | MCO | BER | BRN | NYC | NYC |    |    |    | 0      | 23.  |
| 2018/19 | NIO Formula E Team     | 14  | 17  | DNF | 15  | 12  | 12  | 15  | DNF | 14  | 19  | 15  | DNF | 14  |    |    |    | 0      | 23.  |

| Legende                      | Legende       | Legende                                                                 |
| Farbe                        | Abkürzung     | Bedeutung                                                               |
| ---------------------------- | ------------- | ----------------------------------------------------------------------- |
| Gold                         | —             | Sieger                                                                  |
| Silber                       | —             | 2. Platz                                                                |
| Bronze                       | —             | 3. Platz                                                                |
| Grün                         | —             | Platzierung in den Punkten                                              |
| Blau                         | —             | Klassifiziert außerhalb der Punkteränge                                 |
| Violett                      | DNF           | Rennen nicht beendet                                                    |
| Violett                      | NC            | nicht klassifiziert                                                     |
| Rot                          | DNQ           | nicht qualifiziert                                                      |
| Schwarz                      | DSQ           | disqualifiziert                                                         |
| Weiß                         | DNS           | nicht am Start                                                          |
| Weiß                         | WD            | zurückgezogen                                                           |
| Weiß                         | C             | Rennen abgesagt                                                         |
| Blanko                       |               | nicht teilgenommen                                                      |
| Blanko                       | DNP           | gemeldet, aber nicht teilgenommen                                       |
| Blanko                       | INJ           | verletzt oder krank                                                     |
| Blanko                       | EX            | ausgeschlossen                                                          |
| sonstige Formate und Zeichen | P/fett        | Pole-Position                                                           |
| sonstige Formate und Zeichen | kursiv        | Schnellste Rennrunde (ab 2017/18: Schnellste Rennrunde der ersten Zehn) |
| sonstige Formate und Zeichen | unterstrichen | Führender in der Gesamtwertung                                          |
| sonstige Formate und Zeichen | °             | FanBoost                                                                |
| sonstige Formate und Zeichen | *             | nicht im Ziel, aufgrund der zurückgelegten Distanz aber gewertet        |
| sonstige Formate und Zeichen | ( )           | Streichresultat                                                         |

### Le-Mans-Ergebnisse
| Jahr | Team                      | Fahrzeug               | Teamkollege       | Teamkollege       | Platzierung             | Ausfallgrund  |
| ---- | ------------------------- | ---------------------- | ----------------- | ----------------- | ----------------------- | ------------- |
| 2018 | ByKolles Racing Team      | ENSO CLM P1/01         | Oliver Webb       | Dominik Kraihamer | Ausfall                 | Unfall        |
| 2019 | ByKolles Racing Team      | ENSO CLM P1/01         | Oliver Webb       | Paolo Ruberti     | Ausfall                 | Antriebswelle |
| 2020 | ByKolles Racing Team      | ENSO CLM P1/01         | Oliver Webb       | Bruno Spengler    | Ausfall                 | Unfall        |
| 2023 | Floyd Vanwall Racing Team | Vanwall Vandervell 680 | Esteban Guerrieri | Tristan Vautier   | Ausfall                 | Motorschaden  |
| 2025 | Inter Europol Competition | Oreca 07               | Jakub Śmiechowski | Nick Yelloly      | Rang 18 und Klassensieg |               |

### Sebring-Ergebnisse
| Jahr | Team                      | Fahrzeug | Teamkollege     | Teamkollege       | Platzierung             | Ausfallgrund |
| ---- | ------------------------- | -------- | --------------- | ----------------- | ----------------------- | ------------ |
| 2024 | Inter Europol Competition | Oreca 07 | Nicholas Boulle | Jakub Śmiechowski | Rang 15                 |              |
| 2025 | Inter Europol Competition | Oreca 07 | Bijoy Garg      | Jeremy Clarke     | Rang 11 und Klassensieg |              |

### Einzelergebnisse in der FIA-Langstrecken-Weltmeisterschaft
| Saison  | Team                      | Rennwagen              | 1   | 2   | 3   | 4   | 5   | 6   | 7   | 8   | 9   |
| ------- | ------------------------- | ---------------------- | --- | --- | --- | --- | --- | --- | --- | --- | --- |
| 2015    | Signatech Alpine          | Alpine A450            | SIL | SPA | LEM | NÜR | AUS | FUJ | SHA | BAH |     |
| 2015    | Signatech Alpine          | Alpine A450            |     |     |     |     |     |     | 9   | 10  |     |
| 2016    | Extreme Speed Motorsports | Ligier JS P2           | SIL | SPA | LEM | NÜR | MEX | AUS | FUJ | SHA | BAH |
| 2016    | Extreme Speed Motorsports | Ligier JS P2           |     |     |     |     |     | 13  |     |     |     |
| 2018/19 | Team Kolles               | CLM P1/01              | SPA | LEM | SIL | FUJ | SHA | SEB | SPA | LEM |     |
| 2018/19 | Team Kolles               | CLM P1/01              | 4   | DNF |     | 5   | DNF |     | 34  | DNF |     |
| 2019/20 | Team Kolles               | CLM P1/01              | SIL | FUJ | SHA | BAH | AUS | SPA | LEM | BAH |     |
| 2019/20 | Team Kolles               | CLM P1/01              |     |     |     |     |     | 27  | DNF |     |     |
| 2023    | Vanwall Racing            | Vanwall Vandervell 680 | SEB | POR | SPA | LEM | MON | FUJ | BAH |     |     |
| 2023    | Vanwall Racing            | Vanwall Vandervell 680 | 30  | DNF | DNF | DNF |     |     |     |     |     |
| 2025    | Inter Europol Competition | Oreca 07               | KAT | IMO | SPA | LEM | SAO | AUS | FUJ | BAH |     |
| 2025    | Inter Europol Competition | Oreca 07               | 18  |     |     |     |     |     |     |     |     |